# Willem IV van Horne
Willem IV van Horne (1302-1343) was een middeleeuws edelman. Hij was de zoon van Gerard I van Horne en heer van Horn, Altena, Loon op Zand en Gaasbeek. Ook was hij heer van Heeze.
Hij was een belangrijk diplomaat die een rol speelde bij het weerleggen van de beschuldiging dat hertog Reinoud II van Gelre zowel het koningspaar van Frankrijk als de hertog van Normandië en de Raad van de koning wilde vergiftigen. Willem V zat samen met de graaf van Holland, de hertog van Brabant en de graaf van Vlaanderen in een onderzoekscommissie, die uiteindelijk deze beschuldiging ontzenuwde. In 1342 gaf hij de heerlijkheid Heeze aan zijn zoon Gerard II. 
Willem IV is in 1315 gehuwd met Oda van Putten en Strijen (1295 - voor 1336). Zij was een dochter van Nicolaas III van Putten heer van Putten (1265-1311) en Aleida vrouwe van Strijen (1270-1316). Uit dit huwelijk werden de volgende kinderen geboren:
- Johanna van Horne (1320-1356) gehuwd met Gijsbrecht III van Abcoude.
- Gerard II van Horne (1320-1345)
- Oda van Horne (1320-1353). Zij kreeg op 21 mei 1348 pauselijke dispensatie om te trouwen met Jan II van Polanen, heer van Polanen, Lek en Breda
- Aleid van Horne (1320-). Zij trouwde met Dirk van Cranendonck (ca. 1305 - 1399), sindsdien ook Diederik van Horne.[1]
- Elisabeth van Horne (1326-1360). Zij trouwde op 20 november 1353 met Johan II van Arkel heer van Heukelom (1310-1373). Hij was een zoon van Otto II van Arkel, heer van Asperen, Heukelom, Vuren, Lingenstein, Acqoy, Ten Goye en Hagestein (1270-1345 en Agathe van der Leck (1285-). Uit haar huwelijk werd geboren:
  - Elisabeth van Arkel van Heukelum (Heukelum, 1355-). Zij trouwde in 1372 met Jan V van Renesse.
  - Otto III van Arkel heer van Heukelom (1360-1408). Hij trouwde in 1390 met Elisabeth van Lynden vrouwe van Milligen (1365-1415). Uit zijn huwelijk werd geboren:
    - Johan III van Arkel heer van Heukelom en Lienden (1390-1465)
- Agnes van Horne? abdis van Keyserbosch

Willem IV van Horne huwde in 1336 Elisabeth van Kleef-Hülchrath, dochter van Dirk (Diederik) Loef III van Kleef-Hülchrath en (twijfel rond de moeder) ofwel Machteld van Voorne, zijn tweede echtgenote (betwijfeld moederschap omwille van het wiki-artikel waarin Machteld van Voorne als kinderloos wordt omschreven) ofwel (met waarheidsgehalte op basis van genealogieonline.nl met details inzake naamgeving) zijn eerste huwelijkspartner "Jolanda NN", geboren in 1295 en overleden in 1320 op vijfentwintigjarige leeftijd.  Over Jolanda NN is, op basis van genealogieonline.nl, bekend dat zij  huwde met Diederik Luf (Loef) III van Kleef-Hülchrath in 1315 toen zij twintig jaar was.  Dat Jolanda NN waarschijnlijk de moeder was van Elisabeth van Kleef-Hülchrath kan afgeleid worden uit het feit dat Elisabeth van Kleef-Hülchrath haar kind uit haar huwelijk met Godfried van Gulik en graaf van Bergheim, de naam Jolanda gaf : Jolanda van Gulik-Bergheim  (°1330, +1387).   Deze Jolanda van Gulik-Bergheim gaf aan haar dochter ook de naam van haar vermoedelijke groetmoeder, Jolanda, namelijk Jolanda van Leiningen-Dagsburg (°1352, +1434).
De geboortedatum van Elisabeth van Kleef-Hülchrath is niet gekend; wel dat zij overleed in 1347.
De kinderen van Willem IV van Horne en Elisabeth van Kleef-Hülchrath waren: 
- Willem V van Horne (°1335)
- Dirk Loef van Horne (°1338, + omstreeks 1402)
- Elisabeth van Horne (°1339, + 1416). Zij trouwde ca. 1359 met Hendrik van Diest (1345-1385). Hij was een zoon van Thomas I van Diest (ca. 1280 - 1349) en Maria van Gistel (ca. 1310 - 1381), dochter van Jan IV Van Gistel.
- Arnold II van Horne (1339)